# Smithsonidrilus grandiculus
Smithsonidrilus grandiculus är en ringmaskart som först beskrevs av Erséus 1983.  Smithsonidrilus grandiculus ingår i släktet Smithsonidrilus och familjen glattmaskar. Inga underarter finns listade i Catalogue of Life.